# 日産・TBエンジン
日産・TBエンジンとは、日産自動車の直列6気筒ガソリンエンジンの系列である。生産は日産工機が担当している。
1987年のY60型サファリのフルモデルチェンジ時に、P40に代わりTB42S / 42Eが登場。日本国内へは1991年のマイナーチェンジでTB42Eが初設定された。その後ボアアップされたTB45Eが、Y61型のサファリに搭載された。
2002年11月、Y61型サファリのマイナーチェンジと同時にDOHC化され、可変バルブ機構を備えたTB48DEが登場した。排気量はトヨタの2UZ-FEを凌駕する数値に設定された。
2003年以降日産のSUVやピックアップトラックにはすべてVQエンジンやVKエンジンが搭載されたため、結局サファリ以外の車種には搭載されていない。日本では2007年6月にサファリの販売が終了したため、TB48DEが日産の乗用車としては最後の直6エンジンとなった。
2003年11月、NOx規制への対応からマイクロバスのW41型シビリアンと、OEM供給されるいすゞ・ジャーニーにTB45Eが搭載される。2017年時点で日産自動車としては唯一の直6エンジンとなっている。

## バリエーション

### TB42E / TB42S
- タイプ : 4,169cc 直列6気筒 OHV
- 内径×行程 : 96.0mm×96.0mm
- 最高出力、最大トルク
  - 130kW(175PS)/4,200rpmm 320Nm(32.6kg-m)/3,200rpm（サファリ）

#### 搭載車種
- 日産・サファリ（Y60型）
- 小松フォークリフト（CXシリーズ）

### TB45E / TB45S
- タイプ : 4,478cc 直列6気筒 OHV
- 内径×行程 : 99.5mm×96.0mm
- 圧縮比：8.5
- 最高出力、最大トルク
  - 127kW(173PS)/4,400rpm 314Nm(32.0kg-m)/3,600rpm（シビリアン/いすゞ・ジャーニー）
  - 149kW(200PS)/4,400rpm 348Nm(35.5kg-m)/3,600rpm（サファリ）

#### 搭載車種
- 日産・サファリ（Y61型、Y60型）
- 日産・シビリアン/いすゞ・ジャーニー（W41型）

### TB48DE
- タイプ : 4,758cc 直列6気筒 DOHC 24バルブ 可変バルブタイミング
- 内径×行程 : 99.5mm×102.0mm
- 圧縮比：9.0
- 最高出力、最大トルク
  - 180kW(245PS)/4,800rpm 400Nm(40.8kg-m)/3,600rpm（サファリ）
  - 206kW(280PS)/4,800rpm 451Nm(46.0kg-m)/3,600rpm (パトロール)

#### 搭載車種
- 日産・サファリ（Y61型）